# 핸드셋 리프터
핸드셋 리프터는 자동으로 수화기를 들어주거나 내려주는 기능을 하는 장치이다. 일반적으로 무선 헤드셋에 연결되며, 헤드셋을 들어줄수 있는 기계부분으로 이루어져 있다.
헤드셋의 버튼 조작에 따라 헤드셋 리프터는 수화기를 들어주거나, 내려주게 된다. 사용자는 전화기에 손대지 않고도 전화를 받거나 끊을 수 있다. 이 장치는 전자 훅 스위치가 설치 되지 않는 구형 전화기에 설치 된다. 물리적인 헤드셋 작동 방법은 어떤 구형전화기에도 헤드셋기능을 사용할 수 있게 해준다.

## 주요 기능
- 전화 받기: 사용자는 수화기를 들어 전화를 받을 수 있다.
- 전화 끊기: 사용자는 수화기를 제자리에 놓아 전화를 끊을 수 있다.

## 같이 보기
- 전자 훅 스위치

## 참고 자료
- datasheet_polycom_dec08_3705.pdf[깨진 링크(과거 내용 찾기)]
- 32-00685%20RevH_Jabra%20Pro%209400_manual_EN.pdf[깨진 링크(과거 내용 찾기)]